# Spoorlijn Brühl-Vochem - Wesseling
De spoorlijn Brühl-Vochem - Wesseling ook wel Querbahn genoemd is een Duitse spoorlijn als spoorlijn onder beheer van Köln-Bonner Eisenbahn (KBE), tegenwoordig onder beheer van Häfen und Güterverkehr Köln (HGK).

## Geschiedenis
Het traject werd door de Cöln-Bonner Kreisbahnen met een spoorbreedte van 1000 mm op 31 mei 1901 geopend. In 1917 werd het traject omgespoord naar een spoorbreedte van 1435 mm.

## Treindiensten
De bedrijfsvoering van de Cöln-Bonner Kreisbahnen werd in 1922 overgenomen door de Köln-Bonner Eisenbahn (KBE). De infrastructuur van de Köln-Bonner Eisenbahn (KBE) werd op 1 juli 1992 overgenomen door de Häfen und Güterverkehr Köln (HGK).

## Aansluitingen
In de volgende plaatsen is of was er een aansluiting op de volgende spoorlijnen:
Brühl-Vochem
DB 32, spoorlijn tussen Erftstadt en Brühl-Vochem
DB 9261, spoorlijn tussen Köln Barbarossaplatz en Bonn
Wesseling
DB 9260, spoorlijn tussen Köln Hohenzollernbrücke en Bonn
DB 9264, spoorlijn tussen Wesseling-Berzdorf en Köln-Godorf Hafen
DB 9268, spoorlijn tussen Wesseling-Berzdorf en Wesseling

## Elektrische tractie
Het traject werd geëlektrificeerd met een spanning van 1200 volt.
In 1968 werd de spanning verlaagd tot 750 volt gelijkstroom.
Op 12 augustus 1978 verscheen de lijn onder het lijnnummer 19 in de dienstregeling als tram net als de andere resterende spoorlijnen van de KBE maar de lijn kende een beperkt aantal ritten. Op 30 mei 1981 werd het personenvervoer op de lijn geheel gestaakt. De spoorlijn wordt sindsdien uitsluitend gebruikt voor remiseritten van lijn 18 en voor goederenvervoer.